# Jezioro Łapińskie
Jezioro Łapińskie (kaszb. Łapińsczé Jezoro) – przepływowe jezioro rynnowe w Polsce położone na wschodnim krańcu Pojezierza Kaszubskiego ("Przywidzki Obszar Chronionego Krajobrazu") w województwie pomorskim, w powiecie kartuskim, na terenie gminy Żukowo, przy turystycznym szlaku Wzgórz Szymbarskich. Pełni głównie funkcje rekreacyjno-turystyczne dla mieszkańców Gdańska.
Ogólna powierzchnia: 41,97 ha, maksymalna głębokość: 8 m.